# Djurgårdens IF Amerikansk Fotboll
Djurgårdens IF Amerikansk Fotboll är idrottsföreningen Djurgårdens IF:s sektion för amerikansk fotboll. Föreningen bildades 2005 och är baserad i Stockholm.
Djurgården spelade under säsongerna 2009 och 2010 i Superserien men var 2011 tvungna att lägga ner verksamheten. Djurgården återuppstartade 2013 och spelade då i Division 1 Östra där man kvalificerade sig för spel till Superettan 2014, en plats de senare avstod och stannade kvar i division 1.
Djurgården hade 2013 ingen ungdomsverksamhet men man har tidigare haft verksamhet i alla åldersklasser U19, U17, U15 och PeeWee (U13 & U11).
Under 2016 startade Djurgården upp sin juniorverksamhet igen. Träningen sker på Östermalms IP och omfattar U11, U13 och U15. För mer information om, se länkarna nedan.